# Dinochernes wallacei
Dinochernes wallacei är en spindeldjursart som beskrevs av William B. Muchmore 1975. Dinochernes wallacei ingår i släktet Dinochernes och familjen blindklokrypare. Inga underarter finns listade i Catalogue of Life.